# القرموط الأمريكى

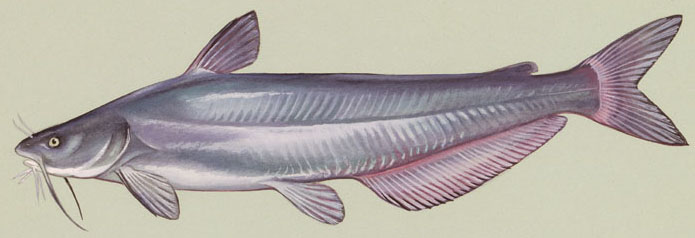

القرموط الأمريكي هي سمكة زينة من عائلة الكات فيش، تعتبر من أسماك القاع والتي تفضل الجزء السفلي من الحوض. تنمو السمكة إلى أحجام كبيرة وبسرعة، كما تعتبر من الأسماك الرمامة التي تتغذى على مايصادفها من أنواع الغذاء، ويمكن تربيتها مع الأنواع الكبيرة في الحجم فقط حيث لا تأمنها مع الأسماك الصغيرة. تعيش في درجات حرارة منخفضة ويعتبر الأمثل لها 26 درجة مئوية. تكون الأنثى أضخم من الذكر وتحتوي على فتحتين في أسفل البطن حيث تكون واحدة للإخراج والأخرى للبيض.